# Pierre Gamet
Pierre Gamet (Tarare (Roine), 23 d'agost de 1944 - París, 7 de gener de 2012) fou un enginyer de so francès, guanyador del César al millor so i del Goya al millor so. El novembre de 1965 va ingressar a l'Institut des hautes études cinématographiques (IDHEC). Va començar la seva carrera cinematogràfica a principis dels anys 1970, i ha treballat ocasionalment com a actor. Ha participat en un total de 140 produccions, ha guanyat quatre César al millor so i n'ha estat designat 17 vegades més. També ha guanyat un cop el Goya al millor so i va ser nominat quatre vegades més.

## Filmografia
- 1972: Juliette ? de Philippe Pilard (curtmetratge)
- 1974: Pas si méchant que ça de Claude Goretta
- 1974: Le Milieu du monde d'Alain Tanner
- 1974: Erica Minor de Bertrand Van Effenterre
- 1975: Vincent mit l'âne dans un pré (et s'en vint dans l'autre) de Pierre Zucca
- 1976: Noroît de Jacques Rivette
- 1976: Der Gehülfe de Thomas Koerfer
- 1976: Duelle de Jacques Rivette
- 1976: Jonas qui aura 25 ans en l'an 2000 de Alain Tanner
- 1976: Moi, Pierre Rivière, ayant égorgé ma mère, ma sœur et mon frère... de René Allio
- 1977: La Dentellière de Claude Goretta
- 1977: Le Passé simple de Michel Drach
- 1977: Repérages de Michel Soutter
- 1978: Dégustation maison de Sophie Tatischeff
- 1978: La Voix de son maître de Gérard Mordillat i Nicolas Philibert
- 1978: Va voir maman, papa travaille de François Leterrier
- 1978: Les Chemins de l'exil ou Les dernières années de Jean-Jacques Rousseau (TV) de Claude Goretta
- 1979: Mais ou et donc Ornicar de Bertrand Van Effenterre
- 1979: Messidor de Alain Tanner
- 1979: Clair de femme de Costa-Gavras
- 1979: Passe ton bac d'abord de Maurice Pialat
- 1979: Duos sur canapé de Marc Camoletti
- 1980: La Mano negra de Fernando Colomo
- 1980: L'Empreinte des géants de Robert Enrico
- 1980: Premier voyage de Nadine Trintignant
- 1980: Ópera prima de Fernando Trueba
- 1980: Retour à Marseille de René Allio
- 1981: Le Voleur d'enfants (TV) de François Leterrier
- 1981: La Provinciale de Claude Goretta
- 1981: Malevil de Christian de Chalonge
- 1981: Il faut tuer Birgitt Haas de Laurent Heynemann
- 1981: Merry-Go-Round de Jacques Rivette
- 1982: Boulevard des assassins de Boramy Tioulong
- 1982: Les Quarantièmes rugissants de Christian de Chalonge
- 1982: Qu'est-ce qu'on attend pour être heureux !
- 1983: La Lune dans le caniveau de Jean-Jacques Beineix
- 1983: Le Bâtard de Bertrand Van Effenterre
- 1983: Vivement dimanche ! de François Truffaut
- 1983: Hanna K. de Costa-Gavras
- 1984: Sal gorda de Fernando Trueba
- 1984: Fort Saganne d'Alain Corneau
- 1984: L'Amour à mort d'Alain Resnais
- 1984: L'Amour par terre de Jacques Rivette
- 1984: Côté cœur, côté jardin de Bertrand Van Effenterre
- 1985: L'Été prochain de Nadine Trintignant
- 1985: Détective de Jean-Luc Godard
- 1985: Harem d'Arthur Joffé
- 1986: États d'âme de Jacques Fansten
- 1986: Jean de Florette de Claude Berri
- 1986: Manon des sources de Claude Berri
- 1987: Chronique d'une mort annoncée de Francesco Rosi
- 1987: De guerre lasse de Robert Enrico
- 1988: Sweet Lies de Nathalie Delon
- 19881988: Sueurs froides - À la mémoire d'un ange de Claire Devers (TV)
- 1988: Camomille de Mehdi Charef
- 1988: La Main droite du diable de Costa-Gavras
- 1988: Drôle d'endroit pour une rencontre de François Dupeyron
- 1988: La Maison de jade de Nadine Trintignant
- 1989: Bunker Palace Hôtel d'Enki Bilal
- 1989: Nocturne indien d'Alain Corneau
- 1989: Music Box de Costa-Gavras
- 1990: Cyrano de Bergerac de Jean-Paul Rappeneau
- 1990: Tumultes de Bertrand Van Effenterre
- 1991: Tchin-Tchin de Gene Saks
- 1991: Merci la vie de Bertrand Blier
- 1991: Un cœur qui bat de François Dupeyron
- 1991: Mon père, ce héros de Gérard Lauzier
- 1991: Tous les matins du monde d'Alain Corneau
- 1992: Au pays des Juliets de Mehdi Charef
- 1992: 1492 : Christophe Colomb de Ridley Scott
- 1993: La Petite Apocalypse de Costa-Gavras
- 1993: Germinal de Claude Berri
- 1993: Profil bas de Claude Zidi
- 1994: Une pure formalité de Giuseppe Tornatore
- 1994: Le Colonel Chabert d'Yves Angelo
- 1994: Les Faussaires de Frédéric Blum
- 1994: La Machine de François Dupeyron
- 1995: Le Hussard sur le toit de Jean-Paul Rappeneau
- 1995: Trop, c'est trop de Fernando Trueba
- 1996: Anna Oz d'Éric Rochant
- 1997: Lucie Aubrac de Claude Berri
- 1997: Arlette de Claude Zidi
- 1997: Le Cousin d'Alain Corneau
- 1998: Don Juan de Jacques Weber
- 1998: Que la lumière soit ! d'Arthur Joffé
- 1998: Voleur de vie d'Yves Angelo
- 1998: La Fille de tes rêves de Fernando Trueba
- 1999: Un pont entre deux rives de Frédéric Auburtin
- 1999: Voyages d'Emmanuel Finkiel
- 1999: C'est quoi la vie ? de François Dupeyron
- 1999: Le Fils du Français de Gérard Lauzier
- 2000: La Fidélité d'Andrzej Zulawski
- 2000: Total Western de Éric Rochant
- 2000: Calle 54 de Fernando Trueba
- 2000: Obra maestra de David Trueba
- 2000: Le Prince du Pacifique d'Alain Corneau
- 2002: Huit femmes de François Ozon
- 2002: Amen de Costa-Gavras
- 2002: El embrujo de Shangai de Fernando Trueba
- 2002: Décalage horaire de Danièle Thompson
- 2002: Mon idole de Guillaume Canet
- 2003: Stupeur et tremblements d'Alain Corneau
- 2003: Bon voyage de Jean-Paul Rappeneau
- 2003: Ripoux 3 de Claude Zidi
- 2004: San-Antonio de Frédéric Auburtin
- 2004: Ne quittez pas ! de Arthur Joffé
- 2004: El milagro de Candeal de Fernando Trueba
- 2004: La confiance règne de Étienne Chatiliez
- 2004: Un petit jeu sans conséquence de Bernard Rapp
- 2005: Les Mots bleus d'Alain Corneau
- 2005: L'Avion de Cédric Kahn
- 2005: Les Âmes grises d'Yves Angelo
- 2006: Capitaine Alatriste d'Agustín Díaz Yanes
- 2006: Ne le dis à personne de Guillaume Canet
- 2007: L'Avare (TV) de Christian de Chalonge
- 2007: Ensemble, c'est tout de Claude Berri
- 2007: Le Deuxième Souffle d'Alain Corneau
- 2008: La Femme de l'anarchiste de Marie-Noëlle Sehr et Peter Sehr
- 2008: Sólo quiero caminar d'Agustín Díaz Yanes
- 2010: Le Bruit des glaçons de Bertrand Blier
- 2011: Mon père est femme de ménage de Saphia Azzeddine
- 2012: Une nuit de Philippe Lefebvre
- 2012: La Vie d'une autre de Sylvie Testud

## Premis i nominacions
César al millor so
- 4 Césars per Clair de femme, Cyrano de Bergerac, Tous les matins du monde, Le Hussard sur le toit.[1]
- 17 nominacions per Clair de femme, Malevil, Les Quarantièmes rugissants, L'amor fins al final, Fort Saganne, Harem, Jean de Florette, Bunker Palace Hôtel, Cyrano de Bergerac, Tots els matins del món, Germinal, Le husard sur le toit, Le Cousin, Huit femmes, Amen, Bon voyage, Ne le dis à personne.

Goya al millor so
- Calle 54 (2001).[2]